# PLCE1
La fosfoinosítido fosfolipasa C epsilon 1 (PLCE1) (EC 3.1.4.11) es una isozima humana de la enzima fosfoinosítido fosfolipasa C. Cataliza la reacción:
1-fosfatidil-1D-mio-inositol 4,5-bisfosfato + H2O {\displaystyle \rightleftharpoons } 1D-mio-inositol-1,4,5-trisfosfato + diacilglicerol
Tiene como función la producción de las moléculas mensajeras diacilglicerol e inositol 1,4,5-trifosfato. También regula las GTPasas pequeñas de la superfamilia RAS a través de la actividad factor de intercambio RAS-guanina de la PLCE1. Como efector de la proteína G pequeña heterotrimérica, puede desempeñar un papel en la supervivencia celular, crecimiento celular, organización de la actina y activación de las células T.
Utiliza como cofactor calcio. Es activada por las subunidades GNA12, GNA13 y GNB1 a GNG2 de la proteína G heterotrimérica. Activada por HRAS, RAP1A, RHOA, RHOB, RHOC, RRAS y RRAS2. Activada por los receptores acoplados a la proteína G(s) ADRB2, PTGER1 y CHRM3 a través de la formación de cAMP y RAP2B. Inhibida por los receptores acoplados a la proteína G(i). Interacciona con IQGAP1 y RAP2A.
Su localización celular es la membrana del aparato de Golgi. Es expresada de forma extensa a través de los diferentes tejidos del cuerpo humano. La isoforma 1 está ausente en los leucocitos de la sangre periférica. La isoforma 2 se expresa específicamente en la placenta, pulmones y bazo. La PLCE1 se sobrexpresa durante los fallos cardiacos.
Contiene los siguientes dominios:
- El dominio RAS-asociante 1 está degenerado y puede que no una HRAS.
- El dominio RAS-asociante 2 media la interacción con las HRAS, RAP1A, RAP2A y RAP2B unidas a GTP y el reclutamiento de HRAS en la membrana celular.
- El dominio RAS-GEF tiene actividad de factor intercambiador de guanina (GEF) con HRAS y RAP1A. Media la activación de la ruta de las proteína kinasas activadas por mitógeno (MAPK).

Los defectos en PLCE1 son causas del síndrome nefrótico tipo 3 (NPHS3). Es una malfunción del filtro glomerular del riñón que provoca proteinuria, hipoalbuminemia y edema.